# Uppsala Life Arena
Uppsala Life Arena är en idrottshall i Uppsala som invigdes i juli 2018. Arenan består ett gym och två idrottshallar, där en av dem har åskådarsittplatser för 208 personer.
Arenan byggdes av församlingen Livets Ord och ligger precis bredvid kyrkolokalen.
Arenan uppges ha kostat 38 miljoner svenska kronor plus moms att bygga.